# Jean Pastorelli
Pour les articles homonymes, voir Pastorelli.
Jean Pastorelli, né en 1942, est un diplomate et homme politique monégasque.

## Biographie
De 1988 à juillet 1995, il est conseiller de gouvernement pour les finances et l'économie. 
Ambassadeur de la principauté auprès des Communautés européennes, de la Belgique, des Pays-Bas et du Luxembourg, il occupe les fonctions de conseiller de gouvernement pour les relations extérieures de juin 2007 à juin 2008. 
En 2008, il est nommé ambassadeur de Monaco en France le 30 juin 2008. 
Le 15 septembre 2011, Jean Pastorelli prend la présidence du Grimaldi Forum, centre des congrès et culturel de la principauté, en remplacement de Jean-Claude Riey, qui occupait ce poste depuis sept ans. Il quitte cette fonction en 2017.

## Distinctions
- Commandeur de l'ordre de Saint-Charles.